# Nikon D3400
Die Nikon D3400 ist eine digitale Spiegelreflexkamera des japanischen Herstellers Nikon, die im September 2016 in den Markt eingeführt wurde. Sie ist das Nachfolgemodell der Nikon D3300 und richtet sich an Einsteiger-Fotografen.

## Technische Merkmale
Der 24-Megapixel-Bildsensor erlaubt Aufnahmen mit maximal 6000 × 4000 Pixeln. Er besitzt eine Größe von 23,2 mm × 15,6 mm (Herstellerbezeichnung DX-Format).
Die Kamera besitzt einen 11-Punkt-Autofokus mit einem zentralen Kreuzsensor sowie einen 3-Zoll-Bildschirm mit einer Auflösung von 921.000 Pixeln. Bild- und Videodaten werden in der Kamera auf einer SD-Karte gespeichert. Die Serienbildrate beträgt 5 Bilder pro Sekunde. Das Gewicht der betriebsbereiten Kamera beträgt 445 Gramm. Im Gegensatz zu ihrem Vorgängermodell, der Nikon D3300, besitzt die Nikon D3400 keinen eingebauten Mikrofonanschluss mehr. Neu hinzugekommen ist die Snapbridge-Funktion, mit der sich Bilder per Bluetooth-Verbindung auf Smartphones übertragen lassen.
Sie besitzt im Weiteren folgende Eigenschaften:
- Technologie Bluetooth low energy (BLE) zur Verbindung mit Handy oder Tablet und Bildübertragung
- HD-Videofunktion
- Videoaufnahmen bei 1080p können mit einer Bildrate von 60 Bildern pro Sekunde aufgenommen werden
- Sucher mit einer Vergrößerung von 0,85fach
- ISO-Bereich bis 25.600
- Akku-Typ: EN-EL14a